# Hannes Alfvén
Hannes Olof Gosta Alfvén (tiếng Thụy Điển: [alˈveːn]; 30 tháng 5 năm 1908 - 2 tháng 4 năm 1995) là một kỹ sư điện, nhà vật lý plasma người Thụy Điển, người đoạt Giải Nobel Vật lý năm 1970 cho đóng góp của ông đối với từ thủy động lực học. Ông mô tả các lớp của sóng từ thủy động lực học nay gọi là sóng Alfvén. Ông đã được đào tạo ngành kỹ sư điện và sau đó chuyển sang nghiên cứu và giảng dạy trong các lĩnh vực vật lý plasma và kỹ thuật điện. Alfvén có nhiều đóng góp cho vật lý plasma, bao gồm cả lý thuyết mô tả hành vi của cực quang, các vành đai bức xạ Van Allen, ảnh hưởng của bão từ vào từ trường Trái Đất, các quyển từ mặt đất, và động lực học trong Ngân Hà.